# Данишефски, Сэмюэл
Сэмюэл Данишефски (англ. Samuel J. Danishefsky; род. 10 марта 1936) — американский химик.
Первоначальное образование получил в Иешива-университете в Нью-Йорке, впоследствии стал его почётным доктором. Автор работ по биохимии и синтезу комплексных молекулярных структур, академик (США), PhD (Гарвард, 1962), профессор нескольких американских университетов. Пионер разработки противораковых вакцин. Воспитал большое количество учеников — многие современные химики были его студентами и постдоками.
Именем учёного названы химические реакции, соединения и процессы (см. en:Danishefsky Taxol total synthesis, диен Данишефского en:Danishefsky's diene).

## Награды и отличия
- 1981 — Премия Эрнеста Гюнтера[англ.]
- 1986 — Премия ACS за творческую работу по синтетической органической химии[нем.]
- 1988 — Лекция Эдгара Фахса Смита[5][6]
- 1995 — Премия Вольфа по химии
- 1996 — Премия Клода С. Хадсона по углеводной химии[нем.]
- 1996 — Tetrahedron Prize[англ.]
- 1998 — Премия имени Артура Коупа
- 1999 — Золотая медаль Нагои[яп.]
- 1999 — Медаль Уильяма Г. Николса[нем.]
- 2000 — Премия Герберта Ч. Брауна за творческое исследование синтетических методов[7]
- 2001 — Медаль Ф. А. Коттона[нем.]
- 2006 — Медаль Бенджамина Франклина
- 2006 — Премия НАН США по химическим наукам[англ.]
- 2006 — Bristol-Myers Squibb Award[англ.]
- 2007 — Thomson Reuters Citation Laureate по химии
- 2007 — Премия Роджера Адамса[нем.]
- 2014 — Премия Ральфа Ф. Хиршманна по химии пептидов[нем.]
- 2018 — Sir Derek H. Barton Gold Medal[нем.]